# Amblyseius longipilus
Amblyseius longipilus är en spindeldjursart som först beskrevs av Kreiter och Edward A. Ueckermann 2002.  Amblyseius longipilus ingår i släktet Amblyseius och familjen Phytoseiidae. Inga underarter finns listade i Catalogue of Life.